# Graeme Edge
Graeme Charles Edge (Rocester, Staffordshire; 30 de marzo de 1941-Sarasota, Florida; 11 de noviembre de 2021) fue un músico y compositor británico más conocido como cofundador y baterista de la banda británica The Moody Blues. Además de su trabajo con los Moody Blues, trabajó como director de banda de su propio grupo, la Graeme Edge Band. Contribuyó con su talento a una variedad de otros proyectos a lo largo de su carrera. En 2018, fue incluido en el Salón de la Fama del Rock and Roll como miembro de The Moody Blues.

## Carrera

### The Moody Blues  (1964-1966)
Nacido en Rocester, Staffordshire, fue uno de los miembros originales de The Moody Blues, junto al cantante/guitarrista Denny Laine, el cantante/bajista Clint Warwick, el cantante/tecladista Mike Pinder, y el cantante/flautista/armónica Ray Thomas. Edge proporcionó una base para la banda original de R&B y rock con sabor a fronted por Laine, tocando en todos sus sencilloa, de Decca, incluyendo el éxito en las listas del Reino Unido "Go Now" (enero de 1965), y otras canciones de éxito de 1965: "I Don't Want To Go On Without You", "Everyday", y "From the Bottom of my Heart (I Love You)", que también se publicaron ese año.

### Período del núcleo siete (1966-1974)
Tras la salida de Laine y Clint Warwick y la posterior contratación de Justin Hayward y John Lodge en 1966, la banda continuó inicialmente tocando el material de estilo R&B.
Fue inicialmente un poeta para la banda, contribuyendo con "Morning Glory" y "Late Lament" a Days of Future Passed en 1967 (narrado por Pinder). El propio Edge abrió In Search of the Lost Chord (1968) con su breve poema "Departure", aunque Mike Pinder narró su poema "The Word" más tarde en ese set. Otros poemas aportados por Edge fueron "In the Beginning" (narrado conjuntamente por Hayward, Edge y Pinder a su vez) y "The Dream" (hablado por Pinder) para On the Threshold of a Dream (1969).  Edge dijo que la razón por la que la mayor parte de su poesía era recitada por Pinder era que fumaba tantos cigarrillos y bebía tanto whisky que tenía la mejor voz para ello.
Más tarde, en 1969, cuando The Moody Blues lanzaron su propio sello, Threshold Records, Edge comenzó a contribuir con canciones. Su esfuerzo "Higher and Higher" (una letra hablada sobre música con una dramática apertura de "cohete", como siempre, fue recitada por Pinder) comenzó el quinto álbum de la banda To Our Children's Children's Children, que también incluía su composición instrumental "Beyond".
Susurró la letra de su canción "Don't You Feel Small" sobre las voces cantadas por la banda (Pinder, Thomas, Lodge y Hayward) en A Question of Balance (1970), en el que también contribuyó con un poema/canción final coescrito con Ray Thomas, "The Balance" (recitado por Pinder).
Coescribió y reclamó la primera posición como 'gruñido principal' en la inusual canción de apertura compuesta por la banda "Procession" en su álbum Every Good Boy Deserves Favour en 1971, en el que su canción "After You Came" presenta a los cuatro vocalistas principales (Thomas, Pinder, Hayward y Lodge) tanto juntos como tomando breves líneas de liderazgo en solitario por turnos. La canción de Edge se utilizó más tarde como cara B del Reino Unido para el éxito de las listas "Isn't Life Strange" en 1972. Se dice que la primera batería electrónica fue creada por Edge en colaboración con el profesor de la Universidad de Sussex Brian Groves. El dispositivo fue utilizado en la canción "Procession" del álbum de 1 971 Every Good Boy Deserves Favour.
Para su álbum de 1972 Seventh Sojourn, coescribió "You And Me" con Hayward, quien tomó la voz principal. En 2013 Edge dijo de Seventh Sojourn:,
No escuché ese álbum porque estaba pasando por un divorcio al mismo tiempo y fue muy, muy doloroso para mí. Una vez terminado, no lo toqué durante años y años y años. "Nunca" lo toqué. No es que toque mucho nuestro material, pero nunca lo toqué. Y realmente no lo había escuchado aparte de los [singles] del mismo, hasta 2007 cuando salió por primera vez en CD y tuve que escucharlo digitalizado sólo para decir "Sí, está bien para mí". Y pensé: "Bueno, en realidad, ¡no es un álbum tan malo!". Eso es lo más cerca que estaré de escuchar un álbum de los Moodies por primera vez.

### Parada de la banda
Tras finalizar la gira mundial de los Moodies en 1974, los miembros de la banda se tomaron un descanso, durante el cual, entre sus dos álbumes en solitario, Edge dio la vuelta al mundo con una pequeña tripulación en su yate Delia.
Edge volvió a grabar más tarde en 1974, formando su banda de estudio Graeme Edge Band (con el guitarrista/vocalista Adrian Gurvitz) y Paul Gurvitz,'  que publicó por primera vez un sencillo no relacionado con el álbum, "We Like To Do it", en Threshold (TH 18) en julio de 1974 (posteriormente se añadió a su primer álbum Graeme Edge Band como bonus track en el lanzamiento del CD). La Graeme Edge Band publicó entonces dos álbumes a mediados de la década de 1970. El primero fue Kick Off Your Muddy Boots en septiembre de 1975 en el Threshold, filial de Decca Records, con el número de catálogo THS 15. Fue lanzado como un gatefold con arte del álbum por Joe Petagno y contó con Adrian Gurvitz y Paul Gurvitz, además de una aparición invitada co-batería con Edge por Ginger Baker (en 'Gew Janna Woman'), y los coros del también miembro de los Moodies Ray Thomas. Este primer álbum alcanzó el número 107 en Estados Unidos en la lista Billboard. Su segundo álbum fue Paradise Ballroom en 1977, en el sello principal Decca, y en Estados Unidos en el sello London Records. El álbum llegó a la lista de éxitos en Estados Unidos, alcanzando el número 164 en la lista Billboard. También se editó en formato gatefold con arte del álbum por Joe Petagno, de nuevo con Adrian y Paul Gurvitz. Edge también apareció como él mismo en la comedia cinematográfica de 2016 Characterz.
Un sencillo, "Everybody Needs Somebody" (extraído del último álbum), se publicó en Decca (F.13698) con la cara B no perteneciente al álbum "Be My Eyes" en junio de 1977.

### Reforma de la banda (1978-2021)
Tras la reunión de los Moodies en 1978, Edge aportó "I'll Be Level With You" (cantada por el grupo, liderado por Hayward) para el álbum Octave en Decca. Tras el lanzamiento del álbum, Pinder declinó salir de gira con la banda y fue sustituido por el ex-Sí teclista Patrick Moraz.
Para Long Distance Voyager en 1981 Edge contribuyó con "22,000 Days, cantada por Thomas, Lodge y Hayward; también se utilizó como la cara B del Reino Unido del single "Gemini Dream". 
"Going Nowhere" de Edge (cantada por Ray Thomas) fue su única composición en el álbum The Present en 1983, y se asoció con Moraz para "The Spirit" (cantada por los vocalistas del grupo en armonía) en el álbum The Other Side of Life en 1986. 
Edge no apareció como compositor o poeta ni en Sur La Mer (1988) ni en Keys of the Kingdom (1991) y no fue baterista en todos los temas de este último álbum; sin embargo, contribuyó con el poema/canción de cierre "Nothing Changes", que fue inicialmente narrado por él mismo y luego cantado por los Moodies (con Hayward como protagonista) en el álbum Strange Times publicado en 1999.
A Edge le acompañó en el escenario Gordon Marshall como segundo batería en los conciertos de los Moodies desde 1991 hasta 2015, y Billy Ashbaugh a partir de 2016. Además de la batería, Edge aportó una variada instrumentación de percusión, además de piano adicional a las obras de los Moodies, y presentó su batería electrónica desde principios de los años 70 en los álbumes de los Moodies, siendo su estilo de batería reconocible y distintivo.
Edge participó en el álbum de tributo a Moody Blues bluegrass de 2011 Moody Bluegrass DOS... Much Love, aportando la voz principal en una versión con tintes bluegrass de su poema "Higher And Higher".
Era un fan de Star Trek: Deep Space Nine. Un artículo sobre él decía que tenía "mucho tiempo para supervisar algunas propiedades de alquiler, hacer obras de caridad, jugar mucho al golf y ver Deep Space Nine en su casa de Sarasota en la Costa del Golfo de Florida".
En 2013, Justin Hayward habló de que Edge aprendió la Meditación Trascendental en 1967, junto con otros miembros de los Moody Blues.
Era el único miembro original de los Moody Blues que seguía actuando en la banda. Sin embargo, Justin Hayward y John Lodge, de la versión más conocida del grupo, también siguen con la banda. Con su muerte, la banda ya no cuenta con ningún miembro original en su formación.
Utilizaba baterías DW, platillos Zildjian, parches Remo y baquetas Regal Tip, concretamente su modelo 5A.

## Fallecimiento
Murió en su casa de Bradenton, Florida el 11 de noviembre de 2021 a la edad de 80 años debido al cáncer metastásico. Anteriormente había sufrido un derrame cerebral en 2016.

## Composiciones

### The Moody Blues
- 1967: "Morning Glory"
- 1967: "Nights in White Satin#"Late Lament"
- 1968: "Departure"
- 1968: "The Word"
- 1969: "In the Beginning "
- 1969: "The Dream"
- 1969: "Higher and Higher"
- 1969: "Beyond"
- 1970: "Don't You Feel Small"
- 1970: "The Balance"
- 1971: "Procession"
- 1971: "After You Came"
- 1972: "You and Me (The Moody Blues song)|You and Me"
- 1978: "I'll Be Level With You"
- 1981: "22,000 Days"
- 1983: "Going Nowhere"
- 1986: "The Spirit"
- 1999: "Nothing Changes"

### The Graeme Edge Band
- 1974: "We Like To Do it" -
- 1975: "Lost in Space"
- 1975: "Have You Ever Wondered"
- 1975: "The Tunnel"
- 1975: "Somethin' We'd Like To Say"
- 1977: "Paradise Ballroom"
- 1977: "Human"
- 1977: "Everybody Needs Somebody"
- 1977: "Be My Eyes"
- 1977: "All Is Fair"
- 1977: "Down, Down, Down"
- 1977: "In the Light of the Light"
- 1977: "Caroline"